# Bennettsbridge
Bennettsbridge est un village en Irlande, situé dans le comté de Kilkenny.